# Alstom Stendal

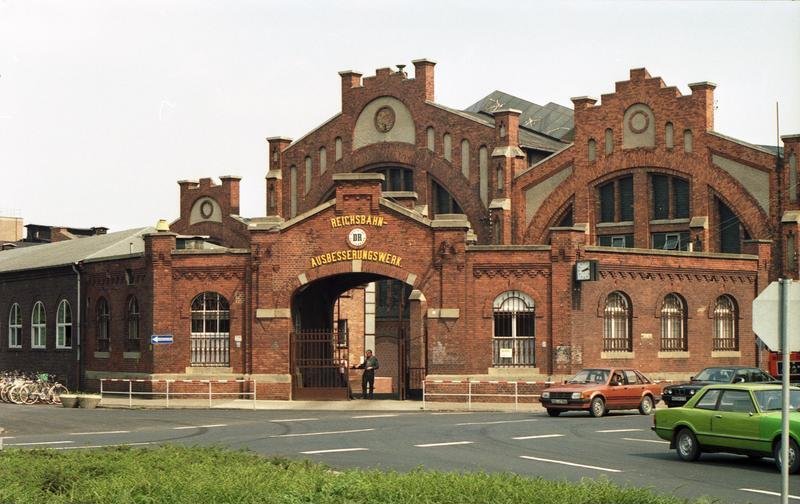
Reichsbahn-Ausbesserungswerk Stendal (1991)

Alstom Stendal (ehemals Reichsbahnausbesserungswerk Stendal, kurz: RAW/Raw Stendal) ist ein ehemaliges Ausbesserungswerk und heutiger Standort des französischen Eisenbahnherstellers Alstom in der Stadt Stendal. Es befindet sich im Osten der Stadt östlich des Nachtigalplatzes.
Alstom stieg 2002 als Teilhaber ein und übernahm das Werk 2012 ganz.
Heute werden hier Diesellokomotiven instand gesetzt und neu entwickelt und ältere Streckenlokomotiven modernisiert.

## Geschichte
Auf dem Gelände des Ausbesserungswerks befand sich vor der Fertigstellung des neuen Hauptbahnhofs 1872 der erste Stendaler Bahnhof. Zu dieser Zeit fuhren die Züge noch östlich an der Stadt vorbei.
1873 eröffnete die Magdeburg-Halberstädter Eisenbahngesellschaft (MHE) das Ausbesserungswerk mit einer Belegschaft von 170 Facharbeitern. 1881 wurde mit der Eisenbahngesellschaft auch die Werkstatt verstaatlicht, der Königlichen Eisenbahndirektion Hannover zugeordnet und hieß ab nun „Hauptwerkstatt“. Die Zahl der Facharbeiter stieg im Jahr 1911 auf rund 1000 an und betrug 1920 bereits 2400. Die Umbenennung der Hauptwerkstatt in Reichsbahnausbesserungswerk (RAW) erfolgte 1924.

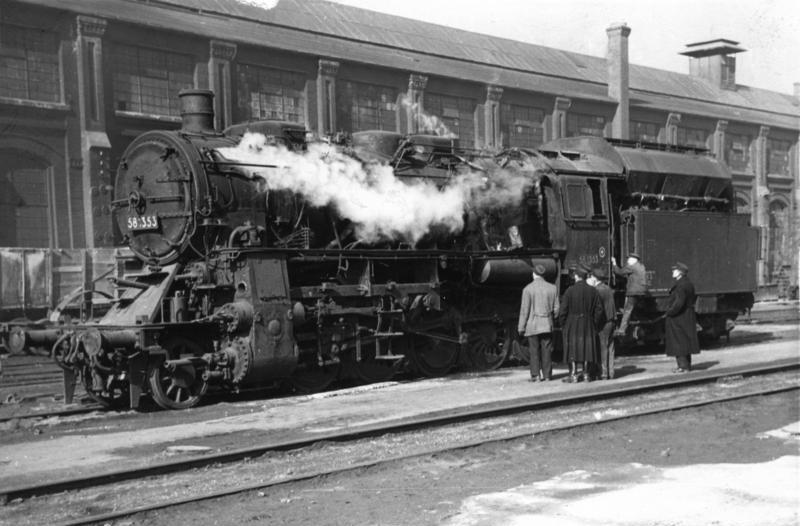
Kohlenstaub-Dampflokomotive im RAW Stendal (1949)

Neben der Instandsetzung und Generalüberholung von Dampflokomotiven für den Personen- und Güterverkehr wurden auch innovative Kohlenstaub-Dampflokomotiven (kurz Kohlenstaub-Loks bzw. Kohlenstaub-Kondens-Loks) entwickelt. 1949 wurde die erste Lokomotive mit Kohlenstaubfeuerung fertiggestellt. 
Ab 1975 wurden die ersten hydraulischen Diesellokomotiven instand gesetzt und jährlich bis zu 300 Hauptuntersuchungen und Instandsetzungen an Diesellokomotiven der Baureihe 110 durchgeführt.
Mit der Bahnreform übernahm die Deutsche Bahn das Werk. Infolge der Umstrukturierungen des Unternehmens wurde das Werk Stendal 1998 der DB Regio zugeteilt und war seitdem unter dem Namen Schienenfahrzeugzentrum Stendal für die Instandhaltung von Lokomotiven und Triebzügen des Schienennahverkehrs verantwortlich.
Seit 2002 gehörte das Werk zu dem von Alstom und der DB gegründeten Gemeinschaftsunternehmen Alstom Lokomotiven Service GmbH. Es gehört seit Mai 2012 zu 100 % zu Alstom; seither werden hier Diesellokomotiven instand gesetzt und neu entwickelt und ältere Streckenlokomotiven modernisiert.

## Auszeichnungen
Das Werk erhielt bis 1965 sieben Mal die Wanderfahne aller Raw. Seit 1952 gab es Volkskammer-Abgeordnete, die im Raw Stendal arbeiteten. Das Werk erhielt 1963 den Orden Banner der Arbeit.

## Bekannte Mitarbeiter
- Hans Wendler (1905–1989), Dampflokomotivkonstrukteur
- Max Baumberg (1906–1978), Eisenbahningenieur und Lokomotivkonstrukteur, arbeitete als Betriebsleiter
- Ernst Lindner (1935–2012), sechsmaliger Fußballnationalspieler der DDR